# 真緲子偶素
真緲子偶素（英語：或）是一個由反緲子和緲子構成的奇異原子，符號為μ+μ−。它目前尚未被人們所發現，但是可能可以藉由電子與正子的對撞產生。